# Peter Robert Franke
Peter Robert Franke (* 2. November 1926 in Lüdenscheid; † 30. Dezember 2018 in Berlin) war ein deutscher Althistoriker und Numismatiker.

## Leben
Franke studierte in München und Erlangen bei Helmut Berve Alte Geschichte und wurde 1956 mit einer Arbeit über Epirus promoviert. 1961 habilitierte er sich in Erlangen mit einer Arbeit über die Münzen von Epirus und war dort als Privatdozent für Alte Geschichte tätig. 1964 wurde er wissenschaftlicher Oberrat an der Abteilung Athen des Deutschen Archäologischen Instituts (DAI), 1967 Dozent in München. Noch im selben Jahr nahm er einen Ruf auf eine Professur für Alte Geschichte an der Universität des Saarlandes an, die er bis zu seiner Emeritierung 1994 innehatte. Er war Mitglied der Numismatischen Kommission der Länder in der Bundesrepublik Deutschland und Ehrenmitglied der Bayerischen Numismatischen Gesellschaft.
Einen Schwerpunkt von Frankes Arbeit bildete die antike Numismatik. So veröffentlichte er 1964 einen weit verbreiteten Bildband über Die griechische Münze mit Aufnahmen von Max Hirmer. Er arbeitete an mehreren Bänden der Reihen Die Fundmünzen der römischen Zeit in Deutschland und Sylloge nummorum Graecorum mit, zudem bearbeitete er in Kooperation mit dem DAI die etwa 20.000 Fundmünzen aus Olympia.
1988 erhielt er die Medaille der Royal Numismatic Society und 1992 den Huntington Medal Award. Franke war ordentliches Mitglied des Deutschen Archäologischen Instituts, Mitglied des Österreichischen Archäologischen Instituts und korrespondierendes Mitglied der Österreichischen Akademie der Wissenschaften.

## Porträt
- 1996 Bronzegussmedaille, 102 mm. Medailleur: Carl Vezerfi-Clemm.[3]

## Schriften (Auswahl)
- Alt-Epirus und das Königtum der Molosser. Lassleben, Kallmünz 1955.
- Die antiken Münzen von Epirus. Band 1: Poleis, Stämme und epirotischer Bund bis 27 v. Chr. Text- und Tafelband. Steiner, Wiesbaden 1961.
- Römische Kaiserporträts im Münzbild. Aufnahmen von Max Hirmer. Hirmer, München 1961.
- Mythen auf Münzen. Merian Thessalien, Heft 10/XXII/Oktober 1969.
- Die griechische Münze. Aufnahmen von Max Hirmer. Hirmer, München 1964. 2. Auflage 1972, ISBN 3-7774-2530-3.
- Kleinasien zur Römerzeit. Griechisches Leben im Spiegel der Münzen. Beck, München 1968.
- Albanien im Altertum (= Antike Welt. Sondernummer). Raggi, Feldmeilen 1983.
- mit Margret Karola Nollé: Die Homonoia-Münzen Kleinasiens und der thrakischen Randgebiet. Band 1. Saarbrücker Druckerei und Verlag, Saarbrücken 1997, ISBN 3-930843-26-9.
- mit Helmut Meyer, J. Schäffer: Hausschweine in der griechisch-römischen Antike. Eine morphologische und kulturhistorische Studie. Isensee, Oldenburg 2004, ISBN 3-89995-083-6.